# Stanley Drucker
Stanley Drucker   (Brooklyn, 4 de febrer de 1929 - Vista, 19 de desembre de 2022) fou un clarinetista estatunidenc.
Nascut a Brooklyn, Nova York, d'ascendència ucraïnesa, Drucker va començar els estudis de clarinet als deu anys amb Leon Russianoff i va romandre el seu alumne durant cinc anys. Va assistir a la "High School of Music & Art" (ara la Fiorello H. La Guardia High School of Music & Art and Performing Arts, a Lincoln Square). Drucker va ingressar al Curtis Institute of Music als 15 anys, però va deixar el Curtis al cap d'un any, reclutat per lOrquestra Simfònica d'Indianapolis. Al cap d'un any, va treballar amb la Busch Little Symphony, organitzada per Adolf Busch. Després es va convertir en clarinetista principal de lOrquestra Filharmònica de Buffalo.
El 1948, Drucker va guanyar un lloc a la secció de clarinet de la Filharmònica de Nova York. El 1960 es va convertir en el clarinetista principal de l'orquestra, on va romandre durant tota la seva carrera. El seu pas per la New York Philharmonic ha inclòs prop de 150 aparicions en solitari amb l'orquestra. Va donar les primeres representacions dels concerts per a clarinet de John Corigliano i William Bolcom, tots dos encàrrecs per a la Filharmònica de Nova York. Drucker ha aparegut en dos enregistraments del Concert per a clarinet de Corigliano, un enregistrament d'estudi dirigit per Zubin Mehta i un enregistrament en directe de l'estrena de 1977 interpretada per Leonard Bernstein.
El gener de 2008, la Filharmònica de Nova York va anunciar la retirada de Drucker de l'orquestra al final de la temporada 2008-2009, per un total de 61 anys amb l'orquestra i 49 anys com a clarinet principal. La seva última aparició en solitari amb l'orquestra va ser el juny del 2009, en les interpretacions del concert de clarinet d'Aaron Copland.

Drucker era molt apreciat per la seva formació musical i la seva longevitat al servei amb la Filharmònica de Nova York, amb un total de 10.200 concerts, tal com va expressar Gustavo Dudamel el novembre de 2007:
| « | És una llegenda. La història de l'orquestra és en ell | » |

 El dijous 4 de juny de 2009, Drucker va ser guardonat amb el rècord mundial Guinness per la trajectòria més llarga com a clarinetista després de la seva interpretació del concert de clarinet d'Aaron Copland amb l'orquestra. Així, Guinness va registrar la seva carrera filharmònica en "62 anys, 7 mesos i 1 dia a partir del 4 de juny de 2009".
El 2010, Stanley Drucker va rebre un doctorat honoris causa en música per la Universitat de Florida .
Drucker es va casar amb Naomi Drucker, antiga clarinetista principal de la Simfònica de Carolina del Nord i professora adjunta adjunta de música a la Universitat de Hofstra. Deixa dos fills, Leon, que és el contra baixista de The Stray Cats amb el nom artístic de "Lee Rocker", i Rosanne, una cantant i compositora de country alternatiu. Drucker va tenir la distinció de ser un dels pocs músics orquestrals vius la biografia dels quals apareixia al New Grove Dictionary of Music and Musicians.